# Dorothea von Lieven

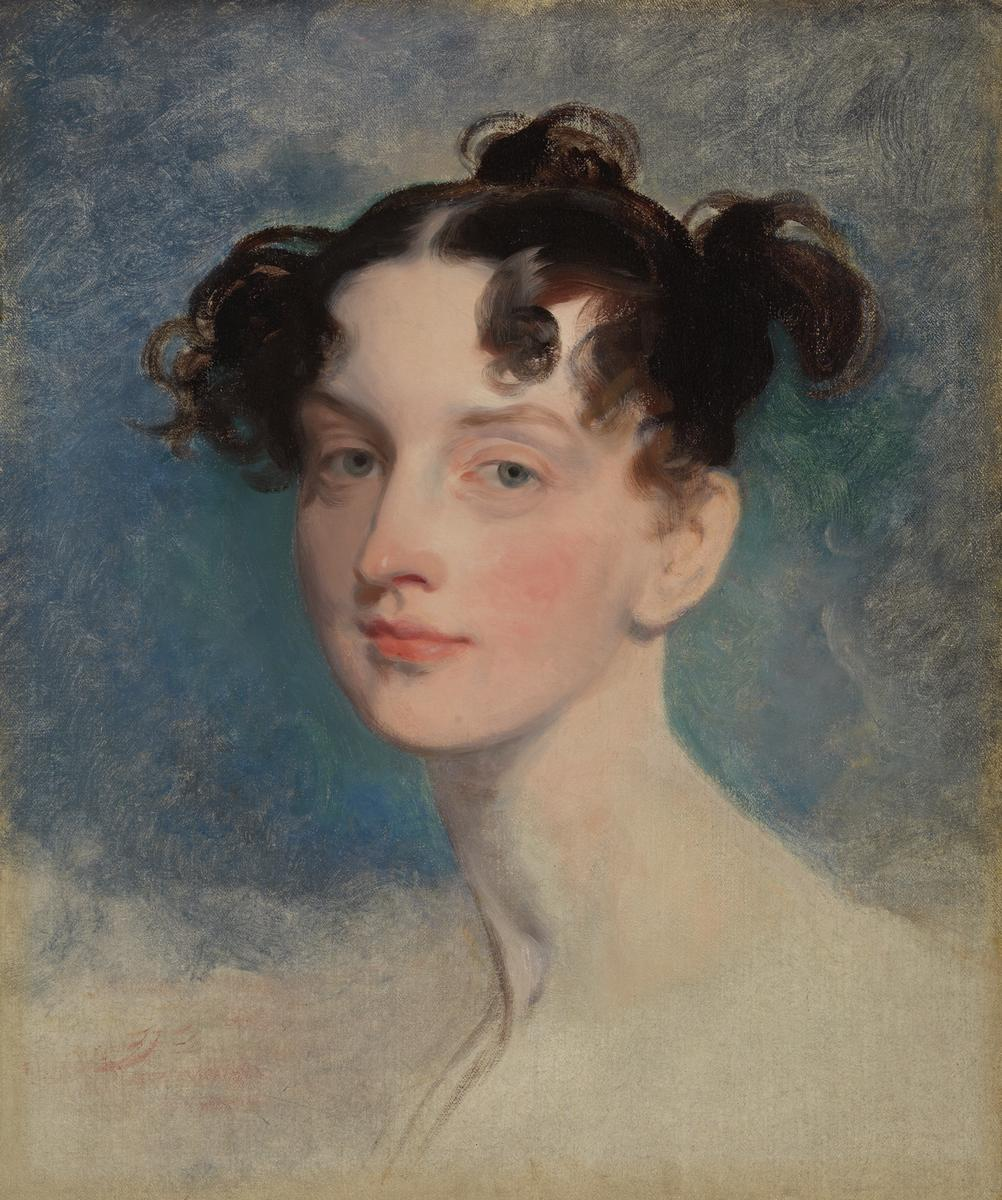
Thomas Lawrence: Bildnis Dorothea von Lieven, um 1812–1820

Katharina Alexandra Dorothea Fürstin von Lieven, geb. von Benckendorff (* 17. Dezemberjul. / 28. Dezember 1785greg. in Riga, Gouvernement Livland; † 27. Januar 1857 in Paris) war die Ehefrau des russischen Generals und späteren Diplomaten Christoph Fürst von Lieven.

## Leben
Kaum der Kindheit entwachsen, wurde sie mit Christoph von Lieven vermählt, begleitete denselben nach Berlin und London und galt hier als einflussreiches Mitglied der diplomatischen Zirkel. Schon 1828 zur Ehrendame der Zarin ernannt, erhielt sie 1834 am russischen Hof eine selbständige Stellung.
1837 ließ sie sich in Paris nieder und verließ seitdem diese Stadt nur vorübergehend, so nach Ausbruch der Revolution von 1848, als sie nach London, und im Februar 1854 nach Ausbruch des Kriegs zwischen Russland und den Westmächten, als sie nach Brüssel übersiedelte. Seit 1855 verließ sie Paris nicht mehr. Ihr Salon im alten Hôtel Talleyrand war geraume Zeit neutraler Sammelplatz der europäischen Diplomatie und der politischen Größen Frankreichs, sie korrespondierte mit etlichen Politikern europäischer Nationen, darunter englischen Premierministern. Sie starb am 27. Januar 1857 in Paris.
Historische Aufmerksamkeit erlangte Dorothea von Lieven, weil sie als Ehefrau eines russischen Diplomaten Geliebte zweier bedeutender europäischer Staatsmänner ihrer Zeit wurde, nämlich des Fürsten Metternich und später des französischen Ministerpräsidenten Guizot. Sie war die Schwester von Alexander von Benckendorff und Konstantin von Benckendorff.